# Ville Valo
Ville Hermanni Valo (Helsinki, 22 novembre 1976) è un cantante finlandese, leader e fondatore del gruppo finlandese HIM, di cui è compositore di musica e testi.

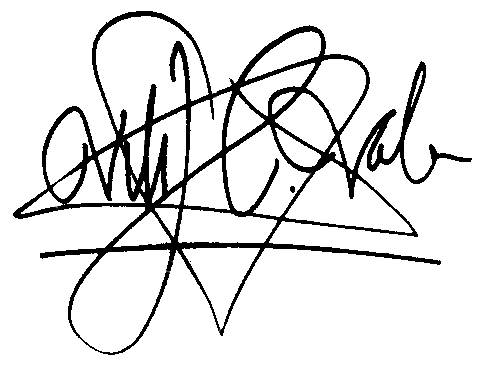
Firma di Ville Valo

Sa suonare la chitarra, il basso, la batteria e le tastiere. Ville ritiene di aver inventato il Love Metal, una via di mezzo tra gothic rock e gothic metal di stampo finlandese, incentrato principalmente sul tema del connubio morte-amore.

## Biografia
Ville Hermanni Valo è nato il 22 novembre 1976 a Helsinki, in Finlandia, da Kari e Anita Valo. Alcuni mesi dopo la nascita di Ville, la famiglia Valo si trasferì da Vallila a Oulunkylä, dove Ville in seguito frequentò una scuola statale. Anita Valo lavorava in un negozio di scarpe e in seguito come dipendente della città di Helsinki, mentre Kari Valo era un tassista. Successivamente abbandonò questa professione e aprì un sexy shop a Helsinki, chiamato Aikuisten lelukauppa, dove Ville lavorava occasionalmente da adolescente.

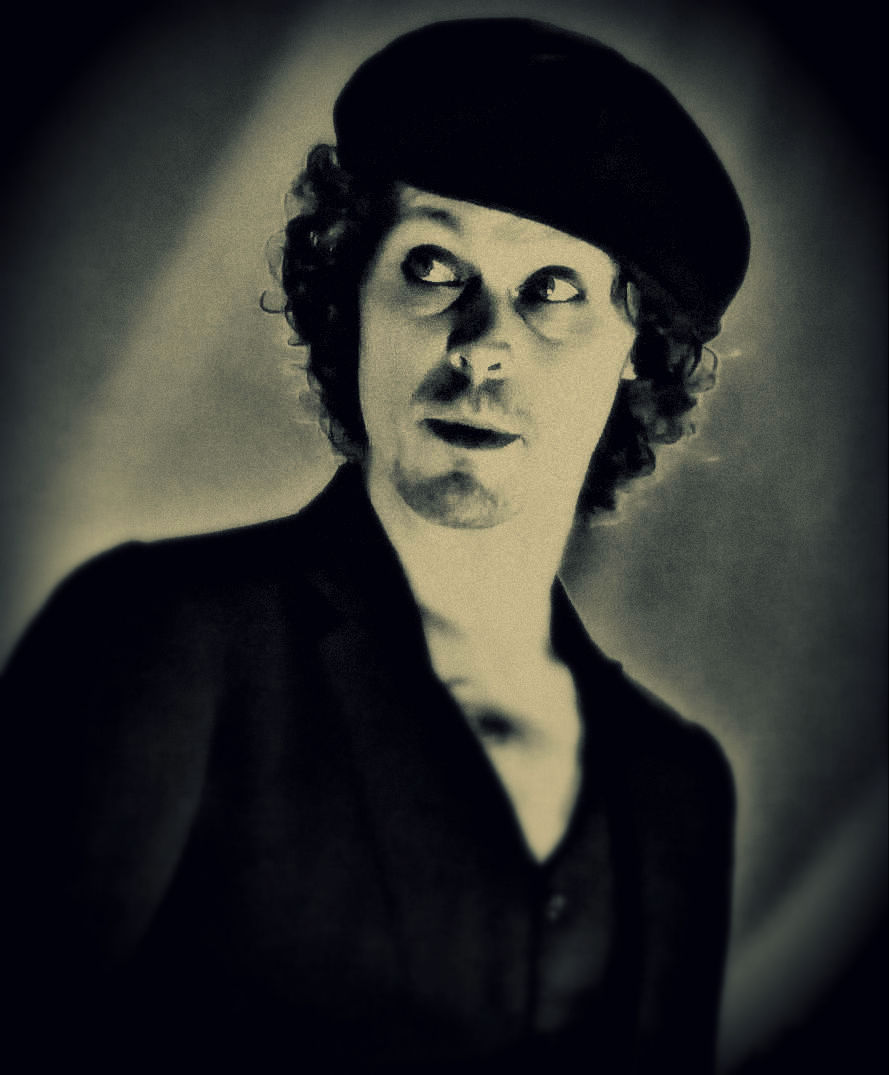
Ville Valo al Tuska Open Air Metal Festival, 1º luglio 2017

Valo si interessò per la prima volta di musica all'età di otto anni, quando comprò l'album Animalize dei Kiss e poco dopo iniziò a suonare il basso. Mentre era a scuola, Valo si unì al suo primo gruppo chiamato B.L.O.O.D. dove incontrò i futuri compagni di band Mikko "Mige" Paananen e Mikko "Linde" Lindström. Mentre frequentava il Conservatorio Pop & Jazz di Helsinki, Valo iniziò a suonare basso e batteria in diverse band, tra cui Eloveena Boys, Donits-Osmo Experience e Aurora, che includeva anche Linde alla chitarra. In questo periodo, incontrò anche il futuro batterista degli HIM Mika "Gas Lipstick" Karppinen. Valo provò ad entrare alla Sibelius High School di musica e danza, ma venne rifiutato abbandonando quindi la scuola superiore per concentrarsi sulla sua musica. Ville Valo è stato esonerato dal servizio militare finlandese a causa del fatto che soffre di asma.
Nel 2004 Valo è stato invitato all'annuale ricevimento per festeggiare l'indipendenza della Finlandia, organizzato nel palazzo presidenziale, ma non ha potuto partecipare in quanto malato. Ha poi partecipato all'evento nel 2006.
Nel 2004 il magazine Kerrang! ha nominato Valo il più grande sex symbol del mondo e nel 2011, Valo è stato votato come "Hottest Dude In Hard Rock And Metal" dai lettori del magazine Revolver. Valo ha risposto a questi riconoscimenti: "Per essere onesti, non so cosa sia un sex symbol. I complimenti sono carini, ma mi sono sempre piaciuti i complimenti sulla musica."

## Carriera

### HIM
Gli HIM si formarono nel 1991 da Valo e dal bassista Mige, con il nome His Infernal Majesty. La band si sciolse nel 1993, riformandosi nel 1995 con il chitarrista Linde Lindström. Successivamente si unì il tastierista Antto Melasniemi e il batterista Juhana "Pätkä" Rantala. La band, rinominatasi HIM, pubblicò l'album di debutto Greatest Lovesongs Vol. 666 nel 1997. Nel 2000, col nuovo batterista Gas Lipstick e il tastierista Juska Salminen, gli HIM pubblicarono Razorblade Romance, che raggiunse la prima posizione nelle classifiche in Finlandia, Austria e Germania. Anche il primo singolo dell'album, Join Me in Death, è arrivato al primo posto in Finlandia e Germania, diventando platino nel primo. Dopo l'entrata di Janne "Burton" Puurtinen alle tastiere, la band pubblicò Deep Shadows and Brilliant Highlights e Love Metal rispettivamente nel 2001 e nel 2003. Entrambi raggiunsero la top ten in diversi paesi e sono stati i primi album ad entrare in classifica in Regno Unito e Stati Uniti.

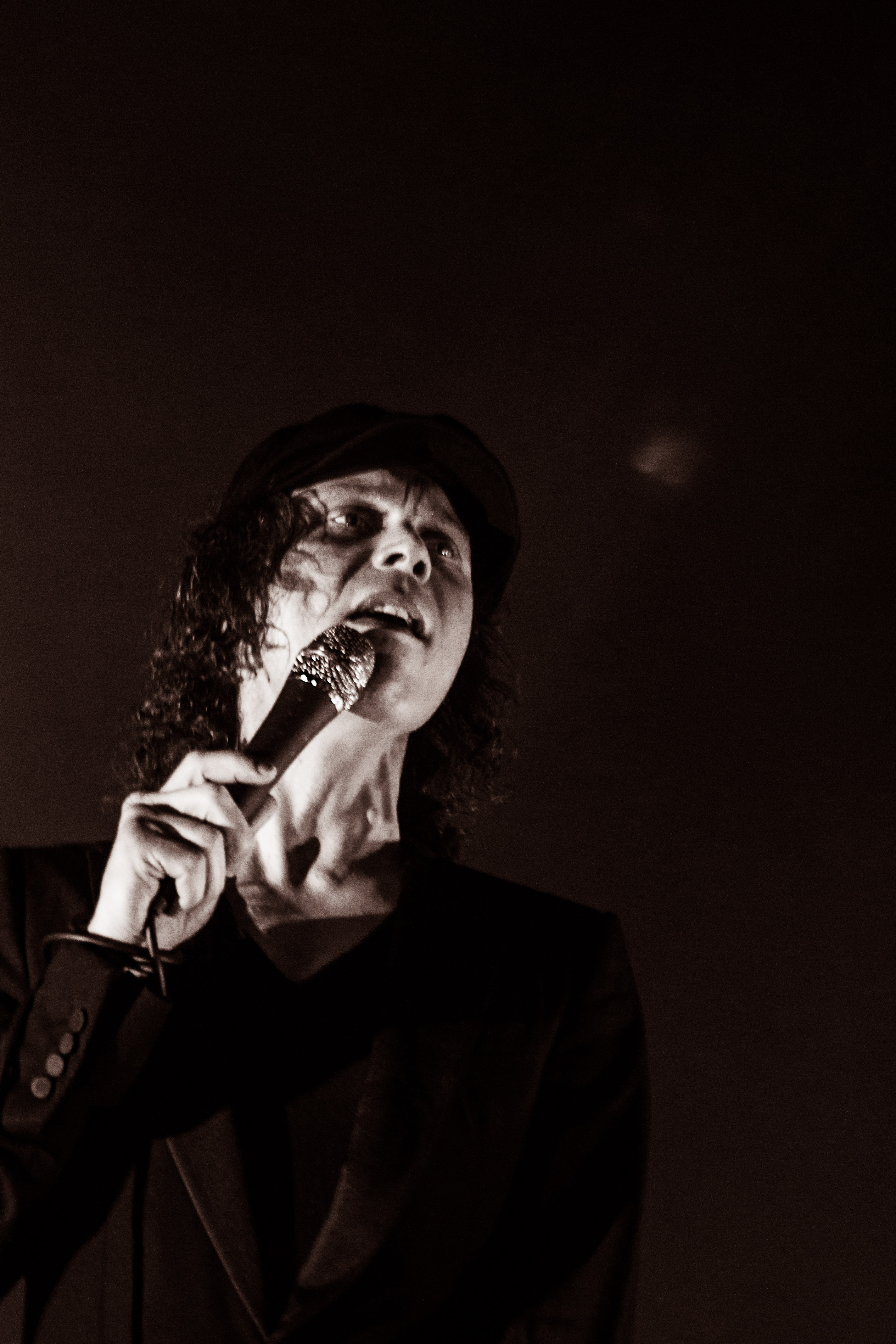
Ville Valo durante un concerto degli HIM a San Paolo, Brasile, 30 marzo 2014

Dopo essersi trasferiti negli Stati Uniti, gli HIM hanno pubblicato Dark Light nel 2005: tuttora, è l'album di maggior successo del gruppo, essendo diventato disco d'oro in Germania, nel Regno Unito, negli USA e platino in Finlandia. Nel 2007 gli HIM hanno pubblicato Venus Doom che è diventato disco d'oro in Finlandia e Germania e ha raggiunto la posizione più alta per la band in USA, arrivando al numero dodici. Dopo l'album del 2010 Screamworks: Love in Theory and Practice, la band andò in pausa dopo che al batterista Gas Lipstick fu diagnosticata una lesione da stress fisico e danni ai nervi delle mani. Dopo otto mesi, la band si riunì e pubblicò l'album Tears on Tape nel 2013. Nel 2015 Gas Lipstick annunciò la sua uscita dagli HIM dopo 16 anni, per seguire altri progetti musicali, venendo successivamente sostituito da Jukka "Kosmo" Kröger. Il 5 marzo 2017 gli HIM annunciarono lo scioglimento del gruppo, seguito dal Bang and Whimper 2017 - The Farewell Tour nel 2017. Gli HIM suonarono il loro ultimo show il 31 dicembre 2017 all'Helldone Festival.

### Altri progetti e collaborazioni

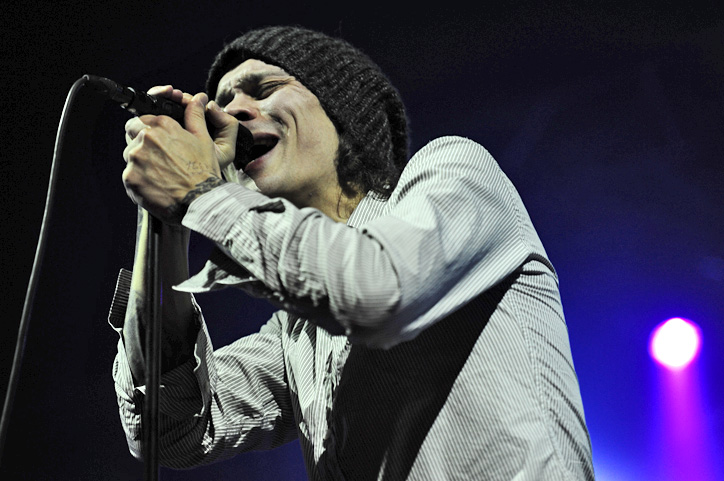
Ville Valo durante una esibizione al Soundwave Festival in marzo 2010

## Capacità artistiche e influenze

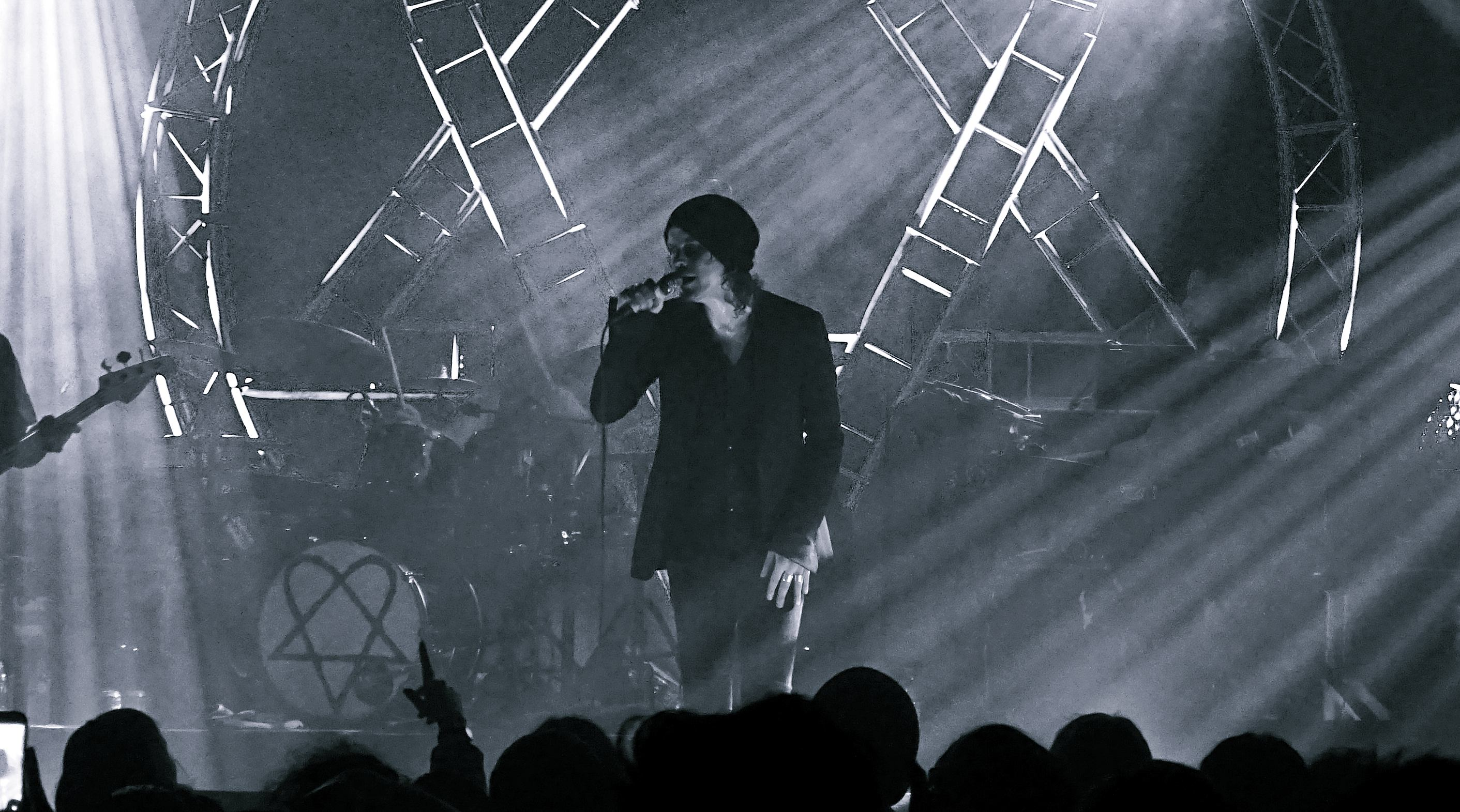
Ville Vallo in un concerto a Manchester nel 2017

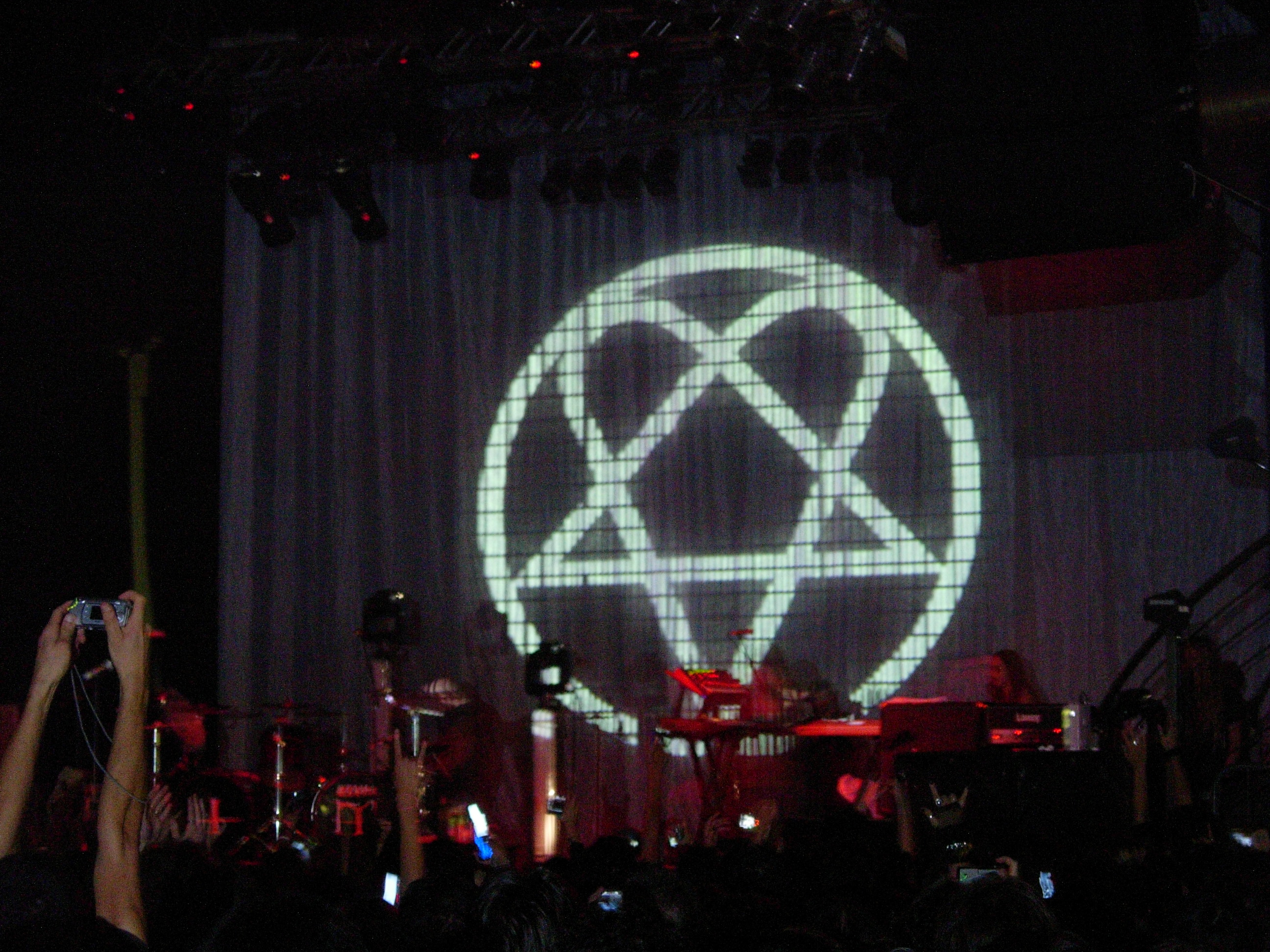
Concerto degli HIM; sullo sfondo è ben visibile lHeartagram, creato da Ville Valo nel suo ventesimo compleanno

## Discografia

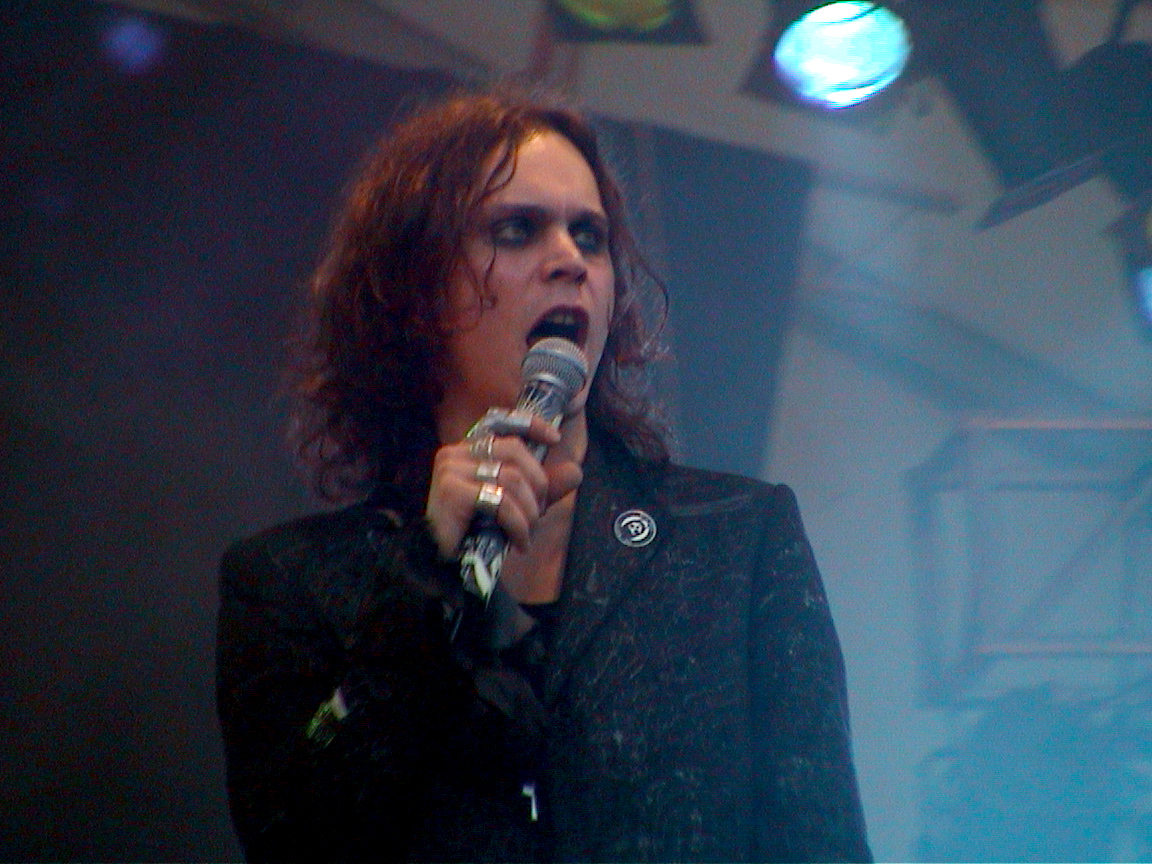
Ville Valo nel 2001